# Australiens Grand Prix 1995
Australiens Grand Prix 1995 var det sista av 17 lopp ingående i formel 1-VM 1995. Loppet var även det sista som kördes i Adelaide.

## Resultat
1. Damon Hill, Williams-Renault, 10 poäng
2. Olivier Panis, Ligier-Mugen Honda, 6
3. Gianni Morbidelli, Footwork-Hart, 4
4. Mark Blundell, McLaren-Mercedes, 3
5. Mika Salo, Tyrrell-Yamaha, 2
6. Pedro Lamy, Minardi-Ford, 1
7. Pedro Diniz, Forti-Ford
8. Bertrand Gachot, Pacific-Ilmor

### Förare som bröt loppet
- Ukyo Katayama, Tyrrell-Yamaha (varv 70, motor)
- Johnny Herbert, Benetton-Renault (69, transmission)
- Eddie Irvine, Jordan-Peugeot (62, motor)
- Heinz-Harald Frentzen, Sauber-Ford (39, växellåda)
- Gerhard Berger, Ferrari (34, motor)
- Martin Brundle, Ligier-Mugen Honda (29, snurrade av)
- Michael Schumacher, Benetton-Renault (25, kollision)
- Jean Alesi, Ferrari (23, kollision)
- Roberto Moreno, Forti-Ford (21, snurrade av)
- Rubens Barrichello, Jordan-Peugeot (20, snurrade av)
- David Coulthard, Williams-Renault (19, snurrade av)
- Taki Inoue, Footwork-Hart (15, snurrade av)
- Karl Wendlinger, Sauber-Ford (8, kroppsligt)
- Andrea Montermini, Pacific-Ilmor (2, växellåda)
- Luca Badoer, Minardi-Ford (0, elsystem)

### Förare som ej startade
- Mika Häkkinen, McLaren-Mercedes (olycka)

## VM-slutställning
| Förarmästerskapet 1. Michael Schumacher, Benetton-Renault, 102 2. Damon Hill, Williams-Renault, 69 3. David Coulthard, Williams-Renault, 49 | Konstruktörsmästerskapet 1. Benetton-Renault, 137 2. Williams-Renault, 112 3. Ferrari, 73 |